# マルセロ・ナシメント・ダ・コスタ
マルセリーニョ（Marcelinho、Марселиньо）ことマルセロ・ナシメント・ダ・コスタ（ポルトガル語: Marcelo Nascimento da Costa、ブルガリア語: Марсело Насименто да Коща、1984年8月24日 - ）は、ブルガリアとブラジルの元サッカー選手。元ブルガリア代表。現役時代のポジションはMF。

## クラブ歴
サンパウロFCの下部組織に在籍したがトップチーム昇格は出来なかった。2005年にFCカスカヴェウに加入し選手となった。その後、AEサンタクルゼンセ、ADサンカエターノ、グレミオ・カタンドゥヴェンセ・ジ・フチボウを経てアラビアン・ガルフ・リーグのアル・ナスルSCに加入。
翌年再びブラジルに戻りモジミリンECに所属、カンピオナート・パウリスタで15試合に出場した。7月にCAブラガンチーノに移籍、7月31日に移籍後初出場、その後カンピオナート・ブラジレイロ・セリエBで合計24試合4得点を記録した。翌年のカンピオナート・パウリスタでは17試合1得点であった。
2011年5月12日にPFCルドゴレツ・ラズグラドに3年契約で加入、背番号は84番を与えられた。8月6日にデビューし、同月20日に初得点を記録。2012年5月16日に行われたブルガリア・カップ決勝ではMoMに選出された。この試合では1点をリードされた後半に立て続けに彼が2得点し逆転勝利でタイトルを掴んだ。翌シーズンはUEFAチャンピオンズリーグ 2012-13 予選のNKディナモ・ザグレブ戦で得点し国際クラブサッカー初得点を記録した。2013年12月19日に同年の最優秀外国人選手賞を受賞。UEFAチャンピオンズリーグ 2014-15 グループリーグでは開始6分で前回王者のレアル・マドリードから得点を奪う大活躍を見せたが、試合は1-2で敗れた。その数日後に1年契約を延長し、2016年までとした。2015年4月19日にルドゴレツ・ラズグラド移籍後100試合を記録。2017年10月1日にはブルガリアプロサッカーリーグで57得点目を記録し、マルキーニョスの持っていた他国出身選手最多得点記録を更新した。

## 代表歴
2013年1月24日にブルガリアに帰化。これによって居住年数を満たせばブルガリア代表として出場出来る事となり、彼はインタビューでブルガリア代表として出場できる事を幸せだと述べた。
2016年3月7日にポルトガル代表、マケドニア共和国代表との親善試合に臨むブルガリア代表メンバーに招集された。ポルトガル代表戦で初出場初得点を記録し、試合も彼の得点で1-0とし勝利した。同年6月3日に行われた日本代表とのキリンカップサッカー2016では偶然にもモジミリン時代にチームメイトであった酒井宏樹と再会、酒井を驚かせた。

## 家族
弟のグスタヴォもサッカー選手。